# Scleronema (dier)
Scleronema is een geslacht van straalvinnige vissen uit de familie van de parasitaire meervallen (Trichomycteridae).

## Soorten
- Scleronema angustirostre (Devincenzi, 1942)
- Scleronema minutum (Boulenger, 1891)
- Scleronema operculatum Eigenmann, 1917